# 3241 Єшухуа
3241 Єшухуа (3241 Yeshuhua) — астероїд головного поясу, відкритий 28 листопада 1978 року.
Тіссеранів параметр щодо Юпітера — 3,219.
Названо на честь китайського астронома Є Шухуа (кит.: 叶叔華), члена Китайської АН. Вона зробила значний внесок у сучасну китайську астрономію і є почесним президентом Китайського астрономічного товариства і була віце-президентом МАСу (1988-1994).